# HR 5471
b Centauri
Ne doit pas être confondu avec B Centauri (= HR 4546), Beta Centauri ou Alpha Centauri B.
Désignations
b Centauri est une étoile binaire de la constellation australe du Centaure. Elle est également connue par ses désignations de HR 5471 ou de HD 129116. Le système est visible à l’œil nu, avec une magnitude apparente combinée de 4,01.

## Environnement stellaire
Le système de b Centauri présente une parallaxe annuelle de 9,62 mas mesurée par le satellite Hipparcos, ce qui signifie qu'il est distant de ∼ 339 a.l. (∼ 104 pc) de la Terre ; sa magnitude absolue est de −1,07.
Il est presque certainement membre (avec une probabilité de 99,8 %) du sous-groupe Haut-Centaure Loup de l'association Scorpion-Centaure, qui est l'association d'étoiles massives de types O et B la plus proche du Système solaire.

## Propriétés
L'étoile primaire du système, b Centauri A, est une étoile bleu-blanc de la séquence principale de type spectral B3V, ce qui signifie qu'elle génère son énergie par la fusion de l'hydrogène en hélium dans son cœur. Elle a été utilisée comme une « étoile standard » dans plusieurs systèmes photométriques, et elle semble ne pas être variable. C'est une jeune étoile âgée d'environ 18 millions d'années qui tourne rapidement sur elle-même, avec une vitesse de rotation projetée de 129 km/s. L'étoile est 6,3 fois plus massive que le Soleil et son rayon est 2,9 fois plus grand que celui du Soleil. Sa luminosité est 637 fois supérieure à celle de l'étoile du Système solaire et sa température de surface est de 18 445 K.
L'étoile secondaire, b Centauri B, est surtout remarquée par l'influence gravitationnelle qu'elle exerce sur sa compagne, mais il n'existe pas encore d'orbite complète du système et ses propriétés demeurent incertaines.

## Système planétaire
Le système de b Centauri possède une exoplanète découverte par imagerie directe avec le Très Grand Télescope de l'ESO en 2021. Désignée b Centauri (AB) b ou plus simplement b Centauri b, il s'agit d'une grande planète d'une masse de 10.9 MJ. Lors de sa découverte, il s'agit de la planète en orbite autour de la paire d'étoiles la plus massive connue,.
| Planète           | Masse         | Demi-grand axe (ua) | Période orbitale (jours) | Excentricité | Inclinaison | Rayon |
| ----------------- | ------------- | ------------------- | ------------------------ | ------------ | ----------- | ----- |
| b Centauri (AB) b | 10,9 ± 1,6 MJ | 556 ± 17            |                          | < 0,40       | 128–157°    |       |